# Giải vô địch bóng rổ thế giới
Giải vô địch bóng rổ thế giới (FIBA Basketball World Cup, trước là FIBA World Championship từ 1950-2010) là giải vô địch thế giới dành cho cấp độ đội tuyển quốc gia cho các đội tuyển nam do Liên đoàn bóng rổ quốc tế (FIBA) tổ chức 4 năm 1 lần. Đây là giải đấu quan trọng nhất trong khuôn khổ hoạt động của FIBA.
Cấu trúc giải đấu có nhiều nét tương đồng với Giải vô địch bóng đá thế giới, và cả hai giải đấu này vẫn được tổ chức trong cùng một năm suốt giai đoạn 1970-2014. Đối với các đội tuyển nữ, FIBA tổ chức Giải vô địch bóng rổ nữ thế giới. Cũng trong giai đoạn 1986-2014, Giải vô địch bóng rổ thế giới của nam và nữ đều được tổ chức cùng năm, và thường tại các quốc gia khác nhau. Hiện tại, giải vô địch quy tụ 32 quốc gia trong đó có đội chủ nhà, và từ năm 1967 chức vô địch được mang tên Cúp Naismith. Tây Ban Nha đang là đương kim vô địch thế giới sau khi đánh bại Argentina ở trận chung kết năm 2019.
Sau giải vô địch thế giới năm 2014, FIBA quyết định không tổ chức Giải vô địch bóng rổ nam trùng năm với Giải vô địch bóng đá thế giới, trong khi giải vô địch bóng rổ nữ vẫn tiếp tục trùng năm với Giải vô địch bóng đá thế giới.
Giải vô địch bóng rổ thế giới 1994 tại Canada là lần đầu tiên các vận động viên Mỹ thi đấu tại NBA được phép tham dự. Kể từ đó, tất cả các Giải vô địch bóng rổ thế giới được công nhận thuộc hệ thống bóng rổ chuyên nghiệp toàn cầu.

## Lịch sử
- Giải vô địch bóng rổ thế giới đã được hình thành tại một cuộc họp của Đại hội Thế giới FIBA tại Thế vận hội Mùa hè 1948 ở London. Tổng thư ký FIBA lâu năm Renato William Jones kêu gọi FIBA thông qua Giải vô địch thế giới, tương tự như World Cup FIFA, được tổ chức bốn năm một lần giữa các kỳ Olympic. Đại hội FIBA, chứng kiến giải đấu Olympic 23 đội thành công như thế nào vào năm đó, đã đồng ý với đề xuất này, bắt đầu với một giải đấu vào năm 1950. Argentina được chọn làm chủ nhà, phần lớn vì đây là quốc gia duy nhất sẵn sàng nhận nhiệm vụ. Argentina đã tận dụng sự lựa chọn của đội chủ nhà, chiến thắng tất cả các trò chơi của họ trên đường trở thành Nhà vô địch Thế giới FIBA đầu tiên.
- Năm giải đấu đầu tiên được tổ chức tại Nam Mỹ và các đội từ Châu Mỹ thống trị giải đấu, giành tám trong số chín huy chương tại ba giải đấu đầu tiên. Tuy nhiên, đến năm 1963, các đội từ Đông Âu (Liên Xô) và Đông Nam Âu (Nam Tư), đặc biệt - đã bắt đầu đuổi kịp các đội từ lục địa Mỹ. Giữa năm 1963 và 1990, giải đấu được thống trị bởi Hoa Kỳ, Liên Xô, Nam Tư và Brazil, những người cùng nhau chiếm mọi huy chương tại giải đấu.
- Giải vô địch thế giới FIBA 1994 được tổ chức tại Toronto đã đánh dấu sự khởi đầu của một kỷ nguyên mới, khi các cầu thủ NBA Mỹ hiện đang tham gia giải đấu lần đầu tiên (trước đó chỉ có các chuyên gia châu Âu và Nam Mỹ được phép tham gia vì họ vẫn được phân loại là nghiệp dư, trong khi Liên Xô và Nam Tư tách ra thành nhiều quốc gia mới. Hoa Kỳ thống trị năm đó và giành được vàng, trong khi các quốc gia cũ của Liên Xô và Nam Tư, Nga và Croatia, đã giành được bạc và đồng. Giải vô địch thế giới FIBA 1998, được tổ chức tại Hy Lạp (Athens và Piraeus), đã mất một phần ánh sáng khi khóa NBA1998-99 ngăn cản các cầu thủ NBA tham gia. Đội tuyển Nam Tư mới, hiện bao gồm các nước cộng hòa Nam Tư cũ của Serbia và Montenegro, đã giành huy chương vàng trước Nga, trong khi Hoa Kỳ, với các cầu thủ bóng rổ chuyên nghiệp chơi ở châu Âu và hai cầu thủ đại học, đứng thứ ba.
- Năm 2002, các quốc gia khác cuối cùng đã bắt kịp bốn quốc gia quyền lực và các quốc gia kế vị của họ. FR Nam Tư, dẫn đầu bởi Peja Stojaković của Sacramento Kings và Dejan Bodiroga của FC Barcelona đã giành chiến thắng trong trận đấu cuối cùng với Argentina, trong khi Dirk Nowitzki, người là MVP của giải đấu, đã dẫn dắt Đức giành HCĐ, huy chương vô địch thế giới đầu tiên. Trong khi đó, đội tuyển Hoa Kỳ, lần này gồm các cầu thủ NBA, chật vật để về đích ở vị trí thứ sáu. Kỷ nguyên mới này của sự tương đương đã thuyết phục FIBA mở rộng giải đấu tới 24 đội cho các phiên bản 2006, 2010 và 2014 của giải đấu.
- Năm 2006, cường quốc mới nổi Tây Ban Nha đã đánh bại Hy Lạp trong lần xuất hiện đầu tiên trong trận chung kết cho cả hai đội. Tây Ban Nha chỉ trở thành đội thứ bảy (Nam Tư và FR Nam Tư được tính riêng trong hồ sơ FIBA) để giành được một giải vàng vô địch thế giới. Hoa Kỳ, người đã thua Hy Lạp trong một trận bán kết, đã giành chiến thắng trước Argentina trong trận tranh hạng ba và giành HCĐ.
- Trong trận chung kết Giải vô địch thế giới FIBA 2010, Hoa Kỳ đã đánh bại Thổ Nhĩ Kỳ và lần đầu tiên giành được vàng sau 16 năm, trong khi Litva đánh bại Serbia và giành HCĐ. Hoa Kỳ trở thành quốc gia thứ ba bảo vệ chức vô địch, giành chiến thắng trước Serbia tại phiên bản 2014 của giải đấu. Pháp đánh bại Litva trong trận tranh huy chương đồng.

## Tóm tắt kết quả
| 1  | 1950 | Argentina                          | · Argentina            | 64–50 No playoffs                           | · Hoa Kỳ               | · Chile                | 51–40 No playoffs                            | · Brasil               | 10 |
| 2  | 1954 | Brazil                             | · Hoa Kỳ               | 62–41 No playoffs                           | · Brasil               | · Philippines          | 66–60 No playoffs                            | · Pháp                 | 12 |
| 3  | 1959 | Chile                              | · Brasil               | 81–67 No playoffs                           | · Hoa Kỳ               | · Chile                | 86–85 No playoffs                            | · Formosa              | 13 |
| 4  | 1963 | Brazil                             | · Brasil               | 90–71 No playoffs                           | · Nam Tư               | · Liên Xô              | 75–74 No playoffs                            | · Hoa Kỳ               | 13 |
| 5  | 1967 | Uruguay                            | · Liên Xô              | 71–59 No playoffs                           | · Nam Tư               | · Brasil               | 80–71 No playoffs                            | · Hoa Kỳ               | 13 |
| 6  | 1970 | Nam Tư                             | · Nam Tư               | 80–55 No playoffs                           | · Brasil               | · Liên Xô              | 62–58 No playoffs                            | · Ý                    | 13 |
| 7  | 1974 | Puerto Rico                        | · Liên Xô              | 79–82 No playoffs                           | · Nam Tư               | · Hoa Kỳ               | 83–70 No playoffs                            | · Cuba                 | 14 |
| 8  | 1978 | Philippines                        | · Nam Tư               | 82–81 (OT) Araneta Coliseum, Quezon City    | · Liên Xô              | · Brasil               | 86–85 Araneta Coliseum, Quezon City          | · Ý                    | 14 |
| 9  | 1982 | Colombia                           | · Liên Xô              | 95–94 Coliseo El Pueblo, Cali               | · Hoa Kỳ               | · Nam Tư               | 119–117 Coliseo El Pueblo, Cali              | · Tây Ban Nha          | 13 |
| 10 | 1986 | Tây Ban Nha                        | · Hoa Kỳ               | 87–85 Palacio de Deportes, Madrid           | · Liên Xô              | · Nam Tư               | 117–91 Palacio de Deportes, Madrid           | · Brasil               | 24 |
| 11 | 1990 | Argentina                          | · Nam Tư               | 92–75 Estadio Luna Park, Buenos Aires       | · Liên Xô              | · Hoa Kỳ               | 107–105 (OT) Estadio Luna Park, Buenos Aires | · Puerto Rico          | 16 |
| 12 | 1994 | Canada                             | · Hoa Kỳ               | 137–91 SkyDome, Toronto                     | · Nga                  | · Croatia              | 78–60 SkyDome, Toronto                       | · Hy Lạp               | 16 |
| 13 | 1998 | Hy Lạp                             | · Serbia và Montenegro | 64–62 Olympic Indoor Hall, Athens           | · Nga                  | · Hoa Kỳ               | 84–61 Olympic Indoor Hall, Athens            | · Hy Lạp               | 16 |
| 14 | 2002 | Hoa Kỳ                             | · Serbia và Montenegro | 84–77 (OT) Conseco Fieldhouse, Indianapolis | · Argentina            | · Đức                  | 117–94 Conseco Fieldhouse, Indianapolis      | · New Zealand          | 16 |
| 15 | 2006 | Nhật Bản                           | · Tây Ban Nha          | 70–47 Saitama Super Arena, Saitama          | · Hy Lạp               | · Hoa Kỳ               | 96–81 Saitama Super Arena, Saitama           | · Argentina            | 24 |
| 16 | 2010 | Thổ Nhĩ Kỳ                         | · Hoa Kỳ               | 81–64 Sinan Erdem Dome, Istanbul            | · Thổ Nhĩ Kỳ           | · Litva                | 99–88 Sinan Erdem Dome, Istanbul             | · Serbia               | 24 |
| 17 | 2014 | Tây Ban Nha                        | · Hoa Kỳ               | 129–92 Palacio de Deportes, Madrid          | · Serbia               | · Pháp                 | 95–93 Palacio de Deportes, Madrid            | · Litva                | 24 |
| 18 | 2019 | Trung Quốc                         | · Tây Ban Nha          | 95–75 Nhà thi đấu Ngũ Khỏa Tùng, Beijing    | · Argentina            | · Pháp                 | 67–59 Nhà thi đấu Ngũ Khỏa Tùng, Beijing     | · Úc                   | 32 |
| 19 | 2023 | Philippines · Nhật Bản · Indonesia | · Đức                  | 83–77 Mall of Asia Arena, Pasay             | · Serbia               | · Canada               | 127–118 (OT) Mall of Asia Arena, Pasay       | · Hoa Kỳ               | 32 |
| 20 | 2027 | Qatar                              | Future event TBA, Doha | Future event TBA, Doha                      | Future event TBA, Doha | Future event TBA, Doha | Future event TBA, Doha                       | Future event TBA, Doha | 32 |

(OT): trận đấu quyét định sau hiệp phụ.

### Bảng tổng kết huy chương
| Hạng                | Đoàn                | Vàng | Bạc | Đồng | Tổng số |
| ------------------- | ------------------- | ---- | --- | ---- | ------- |
| 1                   | Hoa Kỳ              | 5    | 3   | 4    | 12      |
| 2                   | /Nam Tư             | 5    | 3   | 2    | 10      |
| 3                   | Liên Xô             | 3    | 3   | 2    | 8       |
| 4                   | Brasil              | 2    | 2   | 2    | 6       |
| 5                   | Tây Ban Nha         | 2    | 0   | 0    | 2       |
| 6                   | Argentina           | 1    | 2   | 0    | 3       |
| 7                   | Đức                 | 1    | 0   | 1    | 2       |
| 8                   | Nga                 | 0    | 2   | 0    | 2       |
| 9                   | Hy Lạp              | 0    | 1   | 0    | 1       |
| 9                   | Serbia              | 0    | 1   | 0    | 1       |
| 9                   | Thổ Nhĩ Kỳ          | 0    | 1   | 0    | 1       |
| 12                  | Chile               | 0    | 0   | 2    | 2       |
| 12                  | Pháp                | 0    | 0   | 2    | 2       |
| 14                  | Croatia             | 0    | 0   | 1    | 1       |
| 14                  | Litva               | 0    | 0   | 1    | 1       |
| 14                  | Philippines         | 0    | 0   | 1    | 1       |
| Tổng số (16 đơn vị) | Tổng số (16 đơn vị) | 19   | 18  | 18   | 55      |